# Батен, Тибо
Ти́бо Ро́джер Ба́тен (нидерл. Thibo Roger Baeten; род. 4 июня 2002, Алст, Фламандский регион) — бельгийский футболист, нападающий нидерландского клуба «Гоу Эхед Иглз».

## Клубная карьера
Батен — воспитанник клуба «Брюгге». В 2021 году игрок подписал контракт с нидерландским НЕКом. 6 февраля в матче против «МВВ Маастрихт» он дебютировал в Эрстедивизи. 5 марта в поединке против «Хелмонд Спорт» Тибо забил свой первый гол за НЕК. В том же году Батен на правах аренды перешёл в итальянский «Торино», где выступал за дублирующий состав.
Летом 2022 года Батен был арендован «Беерсхот». 13 августа в матче против «Васланд-Беверен» он дебютировал в Челленджер Про Лиге. 28 августа в поединке против «Льерса» Тибо забил свой первый гол за «Беерсхот». По окончании аренды клуб выкупил трансфер игрока.
Летом 2023 года Батен перешёл в «Гоу Эхед Иглз», подписав контракт на 3 года. Сумма трансфера составила 400 тыс. евро. 2 сентября в матче против «Херенвена» он дебютировал в Эредивизи. 31 октября в поединке Кубка Нидерландов против «Конинклейке ХФК» Тибо забил свой первый гол за «Гоу Эхед Иглз».
30 августа 2024 года до конца сезона перешёл на правах аренды в «Роду».

## Международная карьера
В 2019 году в составе юношеской сборной Бельгии Батен принял участие в юношеском чемпионате Европы в Ирландии. На турнире он сыграл в матчах против команд Ирландии, Чехии, Греции, Нидерландов и Венгрии. В поединках против греков и чехов Тибо забил три гола.